# Guerra civil de Indonesia
La Guerra civil de Indonesia o Transición al Nuevo Orden fue un conflicto interno desarrollado en Indonesia desde 1965 a 1966 entre las fuerzas leales al entonces presidente Sukarno y el Partido Comunista de Indonesia (PKI) y las fuerzas leales a la facción militar derechista liderada por el general Abdul Haris Nasution y el mayor general Suharto. Bajo el pretexto de detener el Movimiento 30 de Septiembre, un intento de golpe de Estado comunista. Nasution y Suharto dirigieron sus fuerzas leales a liquidar el  PKI y derrocar al régimen de Sukarno. El destacado rol protagonizado por Suharto lo catapultaría posteriormente a la presidencia en 1967. 